# Маунт-Бланчард (Огайо)
Маунт-Бланчард (англ. Mount Blanchard) — селище (англ. village) в США, в окрузі Генкок штату Огайо. Населення — 471 особа (2020).

## Географія
Маунт-Бланчард розташований за координатами 40°53′55″ пн. ш. 83°33′25″ зх. д. / 40.89861° пн. ш. 83.55694° зх. д. (40.898520, -83.556845).  За даними Бюро перепису населення США в 2010 році селище мало площу 1,39 км², уся площа — суходіл.

## Демографія
Згідно з переписом 2010 року, у селищі мешкали 492 особи в 183 домогосподарствах у складі 134 родин. Густота населення становила 353 особи/км².  Було 209 помешкань (150/км²).
Расовий склад населення:
| - 96,5 % — білих - 0,4 % — вихідців з тихоокеанських островів - 0,4 % — чорних або афроамериканців - 1,0 % — осіб інших рас |

До двох чи більше рас належало 1,6 %. Частка іспаномовних становила 2,6 % від усіх жителів.
За віковим діапазоном населення розподілялося таким чином: 30,7 % — особи молодші 18 років, 55,5 % — особи у віці 18—64 років, 13,8 % — особи у віці 65 років та старші. Медіана віку мешканця становила 34,3 року. На 100 осіб жіночої статі у селищі припадало 97,6 чоловіків;  на 100 жінок у віці від 18 років та старших — 91,6 чоловіків також старших 18 років.
Середній дохід на одне домашнє господарство  становив 54 369 доларів США (медіана — 44 464), а середній дохід на одну сім'ю — 56 555 доларів (медіана — 46 875). За межею бідності перебувало 16,8 % осіб, у тому числі 26,8 % дітей у віці до 18 років та 0,0 % осіб у віці 65 років та старших.
Цивільне працевлаштоване населення становило 209 осіб. Основні галузі зайнятості: виробництво — 23,9 %, освіта, охорона здоров'я та соціальна допомога — 14,4 %, роздрібна торгівля — 13,4 %.